# 沙西米 (電影)
《沙西米》（英語：Sashimi），是一部於2015年上映的電影。由李康生、波多野結衣、紀培慧、拓也哥、周孝安、蘇達、浩角翔起領銜主演。台灣於2015年4月24日上映。

## 劇情簡介
高振明（李康生）和他太太良子（波多野結衣）在日本專營「女體盛」。在一次「女體盛」中得罪了日本老大（北村豐晴），結果良子出走。高振明只得帶兒子回台灣開了一間民宿。
淺野夏美（波多野結衣）是一位AV女優，生得和良子一樣。高振明看過淺野夏美的AV後，深信她是良子，於是不斷寄明信片給她，還將自己和兒子的生活點滴告訴她。
小敏（紀培慧）在高振明的店裏工作，她深愛高振明，但高振明只當她是泄慾工具，他仍深愛良子。
淺野夏美不幸染上愛滋病，她想在臨死前去見一見高振明，她便和她的經理人田村（井口大佑）到高振明的民宿。
淺野夏美見到高振明，向他表示她並不是良子，但高振明覺得她只是失去記憶。為了令她記起以前的事，他迷暈了她，並舉行一次「女體盛」。這次，悲劇再次發生……

## 演員陣容
| 演員姓名         | 角色名稱       | 介紹 |
| 李康生           | 高振明         |      |
| 波多野結衣       | 淺野夏美/良子  |      |
| 紀培慧           | 小敏           |      |
| 井口大佑(拓也哥) | 田村           |      |
| 周孝安           | 老陶           |      |
| 蘇達             | 阿凱           |      |
| 謝炘昊           | A片店老闆      |      |
| 陳秉立           | A片店熟客      |      |
| 北村豐晴         | 日本老大       |      |
| 葛西健二         | A片導演        |      |
| 大西由希也       | A片男優 : 星郎 |      |

## 電影歌曲
| 曲別   | 歌名   | 演唱者   | 作詞   | 作曲   |
| 主題曲 | 有情歌 | 秀蘭瑪雅 | 林孝謙 | 秦旭章 |

## 工作人員
- 出品人：
- 製作人：鄒介中
- 導演：潘志遠
- 編劇：潘志遠、孫法鈞
- 製作公司：華聯國際多媒體公司
- 配樂製作：秦旭章、林緒煒

## 外部連結
- 沙西米的Facebook專頁
- Yahoo奇摩電影上《沙西米》的資料（繁體中文）
- 開眼電影網上《沙西米》的資料（繁體中文）
- 香港影庫上《沙西米》的資料（繁體中文）
- 时光网上《沙西米》的資料（简体中文）
- 豆瓣电影上《沙西米》的資料 （简体中文）
- AllMovie上《沙西米》的资料（英文）
- 互联网电影数据库（IMDb）上《沙西米》的资料（英文）